# Barbara Ferries
Barbara Hale Ferries-Henderson, ameriška alpska smučarka, * 5. september 1944, Houghton, Michigan, ZDA.
Nastopila je na Olimpijskih igrah 1964, kjer je osvojila dvajseto mesto v veleslalomu, in Svetovnem prvenstvu 1962, kjer je osvojila bronasto medaljo v smuku in peto mesto v veleslalomu.
Tudi njen brat Chuck Ferries je nekdanji alpski smučar in udeleženec dveh olimpijskih iger.